# Planta Europa
Planta Europa is een overkoepelende organisatie die zich richt op de bescherming en het behoud van de biodiversiteit en de habitat van wilde planten en paddenstoelen in Europa. Het is een netwerk van zowel particuliere als overheidsgerelateerde organisaties die samenwerken om Europese planten en paddenstoelen te beschermen door de coördinatie van activiteiten en het delen van kennis en ervaringen. In 2000 was Planta Europa een onderdeel van Plantlife International. Sinds 2006 bevindt het secretariaat van Planta Europa zich in Den Haag. 
Planta Europa en de Raad van Europa hebben de European Plant Conservation Strategy (EPCS) ontwikkeld, een strategie om tot behoud van de biodiversiteit van planten en paddenstoelen te komen. De EPCS is in 2002 door de Convention on Biological Diversity (CBD) aangenomen als onderdeel van de Global Strategy for Plant Conservation (GSPC), een globale strategie om te komen tot het behoud van de biodiversiteit. 
Planta Europa organiseert elke drie jaar een conferentie waarop plannen met betrekking tot het behoud van planten in hun natuurlijke habitats worden besproken. Deze conferentie wordt elke keer in een ander Europees land georganiseerd. 
In Nederland zijn het ministerie van Economische Zaken, Landbouw en Innovatie, Stichting Floron en de Rubicon Foundation bij Planta Europa aangesloten. Daarnaast werkt Planta Europa samen met een aantal wereldwijd actieve organisaties, waaronder Botanic Gardens Conservation International en de IUCN (The World Conservation Union). 